# Iwakura Kazuya
Kazuya Iwakura (sinh ngày 26 tháng 4 năm 1985) là một cầu thủ bóng đá người Nhật Bản.

## Sự nghiệp câu lạc bộ
Kazuya Iwakura đã từng chơi cho Yokohama FC, New Wave Kitakyushu và Tokyo Verdy.